# Лопотово (Псковская область)
Лопотово — деревня в Печорском районе Псковской области России. Входит в состав сельского поселения «Изборская волость».
Расположена в 22 км к юго-востоку от города Печоры и в 1 км к юго-востоку от Изборска.

## Население
Численность населения деревни на 2000 год составляет 27 человек, на 2011 год — 37 человек.
| 2001 | 2002 | 2010 |
| ---- | ---- | ---- |
| 27   | ↘25  | ↗29  |